# Ignatius Gabriel I. Tappouni
Ignatius Gabriel I. Tappouni (arabsky جبرائيل تبّوني‎, francouzsky Ignace-Gabriel I Tappouni) (3. listopadu 1879 – 29. ledna 1968) byl přední prelát syrské katolické církve. V letech 1929-1968 působil jako patriarcha antiochijský a v roce 1935 byl povýšen na kardinála.

## Životopis
Narodil se jako Abdul-Ahad Dawood Tappouni, pokřtěný jako Leo Gabriel, a narodil se v Mosulu (v dnešním Iráku), kde studoval v syrochaldejském dominikánském semináři. Na kněze byl vysvěcen 3. listopadu 1902 a přijal jméno Dominik. Poté, co do roku 1908 vyučoval v témže semináři, byl Tappouni jmenován sekretářem apoštolské delegace v Mezopotámii.
12. září 1912 byl jmenován titulárním biskupem v Danabě a chaldejským apoštolským vikářem v Mardinu. Dne 19. ledna 1913 byl Tappouni znovu jmenován titulárním biskupem v Batnae dei Siri, což bylo ve stejný den, kdy přijal biskupské svěcení od patriarchy Ignáce Efréma II. Rahmána. Při svém svěcení přijal jméno Theofil Gabriel. Během první světové války byl uvězněn osmanskými Turky v Aleppu během osmanské kampaně na vyvraždění křesťanů. Mnoho lidí se pokoušelo zasáhnout a vyjednávat o Tappouniho propuštění, včetně rakouského císaře Františka Josefa I.
Po propuštění byl 24. února 1921 patriarchou Rahmáním jmenován arcibiskupem v Aleppu. Dne 24. června byl Tappouni jednomyslně zvolen syrskou synodou, aby nahradil zesnulého Rahmáního ve funkci patriarchy Antiochie, vůdce syrské katolické církve. Papež Pius XI. potvrdil jeho volbu 15. července a 16. prosince 1935 ho v konzistoři jmenoval kardinálem knězem sv. XII. apoštolů. Tappouni, který přijal jméno Ignác Gabriel, byl prvním prelátem východního obřadu, který se dostal do kardinálského kolegia od roku 1895.
Kolem roku 1945 byl jednou ze zemí Osy odsouzen k trestu smrti, který však nebyl vykonán, protože vláda Osy byla kvůli konci 2. světové války zrušena.
Tappouni byl jedním z kardinálů volitelů v papežském konkláve v roce 1939, které zvolilo papeže Pia XII., a znovu hlasoval v konkláve v roce 1958, které zvolilo papeže Jana XXIII. V letech 1962–1965 se účastnil Druhého vatikánského koncilu a zasedal v jeho předsednictvu. Poté, co v konkláve v roce 1963 působil jako kardinál volitel, se Tappouni vzdal svého kardinálského titulu (sv. XII Apostoli) 11. února 1965, kdy byl povýšen do hodnosti kardinála-biskupa na základě motu proprio papeže Pavla VI. ad Purpuratorum Patrum vydaného toho dne, které stanovilo, že východní patriarchové povýšení do kardinálského kolegia budou kardinály-biskupy, zařazenými po suburbikálních kardinálech-biskupech, a ponechají si své patriarchální stolice a nedostanou žádné pověření, které by je spojovalo s římskou diecézí.
Zemřel v Libanonu ve věku 88 let a je pohřben v syrském katolickém klášteře Charfeh v libanonském Daráúnu.
Teologicky konzervativní Tappouni naléhal na kardinála Giuseppe Siriho, aby na konkláve v roce 1963 navrhl jeho kandidaturu.[zdroj?]